# Mesterholdenes Europa Cup i håndbold 1985-86 (kvinder)
Mesterholdenes Europa Cup i håndbold 1985-86 for kvinder var den 26. udgave af Mesterholdenes Europa Cup i håndbold for kvinder. Turneringen havde deltagelse af 22 hold, som var blevet nationale mestre sæsonen forinden, og blev afviklet som en cupturnering, hvor alle opgørene blev afviklet over to kampe, hvor holdene mødtes både ude og hjemme.
Turneringen blev vundet af de forsvarende mestre Spartak Kijev fra Sovjetunionen, som i finalen over to kampe besejrede Ştiinţa Bacău fra Rumænien med 52-46. Det var 11. gang i turneringens historie, at Spartak Kijev vandt titlen, mens Ştiinţa Bacău var i finalen for første gang.
Danmarks repræsentant i turneringen var de danske mestre fra Frederiksberg IF, som blev slået ud i 1/8-finalen, hvor holdet over to kampe tabte med 30-51 til ASK Vorwärts Frankrfurt fra Østtyskland.

## Resultater

### 1/16-finaler
| Dato   | Dato   | Hjemmehold i 1. kamp | Udehold i 1. kamp    | Resultat | Resultat | Resultat |
| 1.kamp | 2.kamp | Hjemmehold i 1. kamp | Udehold i 1. kamp    | Samlet   | 1.kamp   | 2.kamp   |
| ------ | ------ | -------------------- | -------------------- | -------- | -------- | -------- |
| ?      | ?      | USM Gagny            | Ookmeer Amsterdam    | 38–37    | 19-11    | 19-26    |
| ?      | ?      | SK Freidig           | Frederiksberg IF     | 28–35    | 15-16    | 13-19    |
| 28.9.  | ?      | BM Iber Valencia     | Ginásio Clube do Sul | 50–17    | 27-80    | 23-90    |
| ?      | ?      | ATV Basel-Stadt 1862 | SSV Brixen           | 46–35    | 26-15    | 20-20    |
| ?      | ?      | Cracovia             | KV Sasja             | 51–90    | 28-50    | 23-40    |
| –      | –      | Iskra Partizánske    | HBC Bascharage       | w.o.     | –        | –        |

### Ottendedelsfinaler
| Dato   | Dato   | Hjemmehold i 1. kamp    | Udehold i 1. kamp  | Resultat | Resultat | Resultat |
| 1.kamp | 2.kamp | Hjemmehold i 1. kamp    | Udehold i 1. kamp  | Samlet   | 1.kamp   | 2.kamp   |
| ------ | ------ | ----------------------- | ------------------ | -------- | -------- | -------- |
| ?      | ?      | Spartak Kijev           | USM Gagny          | 66–26    | 33-11    | 33-15    |
| ?      | ?      | ASK Vorwärts Frankfurt  | Frederiksberg IF   | 51–30    | 23-13    | 28-17    |
| ?      | ?      | Vasas SC                | Maccabi Ramat Gan  | 66–20    | 35-90    | 31-11    |
| ?      | ?      | Hypobank Südstadt       | BM Iber Valencia   | 51–38    | 32-13    | 19-25    |
| ?      | ?      | ATV Basel-Stadt 1862    | Cracovia           | 37–48    | 23-21    | 14-27    |
| ?      | ?      | TSV Bayer 04 Leverkusen | Budućnost Titograd | 30–37    | 13-14    | 17-23    |
| ?      | ?      | CSKA Sofia              | Iskra Partizánske  | 41–44    | 23-19    | 18-25    |
| ?      | ?      | Ştiinţa Bacău           | Polisens IF        | 55–36    | 34-18    | 21-18    |

### Kvartfinaler
| Dato   | Dato   | Hjemmehold i 1. kamp | Udehold i 1. kamp      | Resultat | Resultat | Resultat |
| 1.kamp | 2.kamp | Hjemmehold i 1. kamp | Udehold i 1. kamp      | Samlet   | 1.kamp   | 2.kamp   |
| ------ | ------ | -------------------- | ---------------------- | -------- | -------- | -------- |
| ?      | ?      | Spartak Kijev        | ASK Vorwärts Frankfurt | 49–34    | 26-14    | 23-20    |
| ?      | ?      | Vasas SC             | Hypobank Südstadt      | 42–37    | 21-16    | 21-21    |
| ?      | ?      | Budućnost Titograd   | Cracovia               | 53–49    | 27-17    | 26-32    |
| ?      | ?      | Iskra Partizánske    | Ştiinţa Bacău          | 45–46    | 23-17    | 22-29    |

### Semifinaler
| Dato   | Dato   | Hjemmehold i 1. kamp | Udehold i 1. kamp  | Resultat | Resultat | Resultat |
| 1.kamp | 2.kamp | Hjemmehold i 1. kamp | Udehold i 1. kamp  | Samlet   | 1.kamp   | 2.kamp   |
| ------ | ------ | -------------------- | ------------------ | -------- | -------- | -------- |
| ?      | ?      | Spartak Kijev        | Vasas SC           | 43–37    | 28-19    | 15-18    |
| ?      | ?      | Ştiinţa Bacău        | Budućnost Titograd | 61–53    | 30-23    | 31-30    |

### Finale
| Dato   | Dato   | Hjemmehold i 1. kamp | Udehold i 1. kamp | Resultat | Resultat | Resultat |
| 1.kamp | 2.kamp | Hjemmehold i 1. kamp | Udehold i 1. kamp | Samlet   | 1.kamp   | 2.kamp   |
| ------ | ------ | -------------------- | ----------------- | -------- | -------- | -------- |
| ?      | ?      | Spartak Kijev        | Ştiinţa Bacău     | 52–45    | 29-23    | 23-22    |